# Черемшанка (Шенталинский район)
Черемша́нка (чув. Ҫарӑмсан) — посёлок в Шенталинском районе Самарской области. Входит в состав сельского поселения Каменка. Основан в начале XX века.

## География
Посёлок находится на расстоянии примерно 17 км (по прямой) к востоку от станции Шентала, административного центра района.

### Часовой пояс
Посёлок Черемшанка, как и вся Самарская область, находится в часовой зоне МСК+1. Смещение применяемого времени относительно UTC составляет +4:00.

## Население
| 2010 |
| ---- |
| 0    |

### Национальный состав
Согласно результатам переписи 2002 года, в национальной структуре населения чуваши составляли 100 % из 2 чел.